# Кунта-Хаджи Кишиев
Ку́нта-Хаджи́ Киши́ев (чечен. Кишин воӀ Кунта-Хьаьжа; между 1800 и 1830, Исти-Су (Мелча-Хи), Чечня — 19 (31) мая 1867, Устюжна, Новгородская губерния) — исламский проповедник, суфийский шейх. Основатель течения Хаджи-мюридия — разновидности суфийского ордена Кадирия, распространённой в Чечне, Ингушетии и Дагестане. Под влиянием миссионерской деятельности Кунта-Хаджи ислам окончательно утвердился у ингушей.

## Происхождение

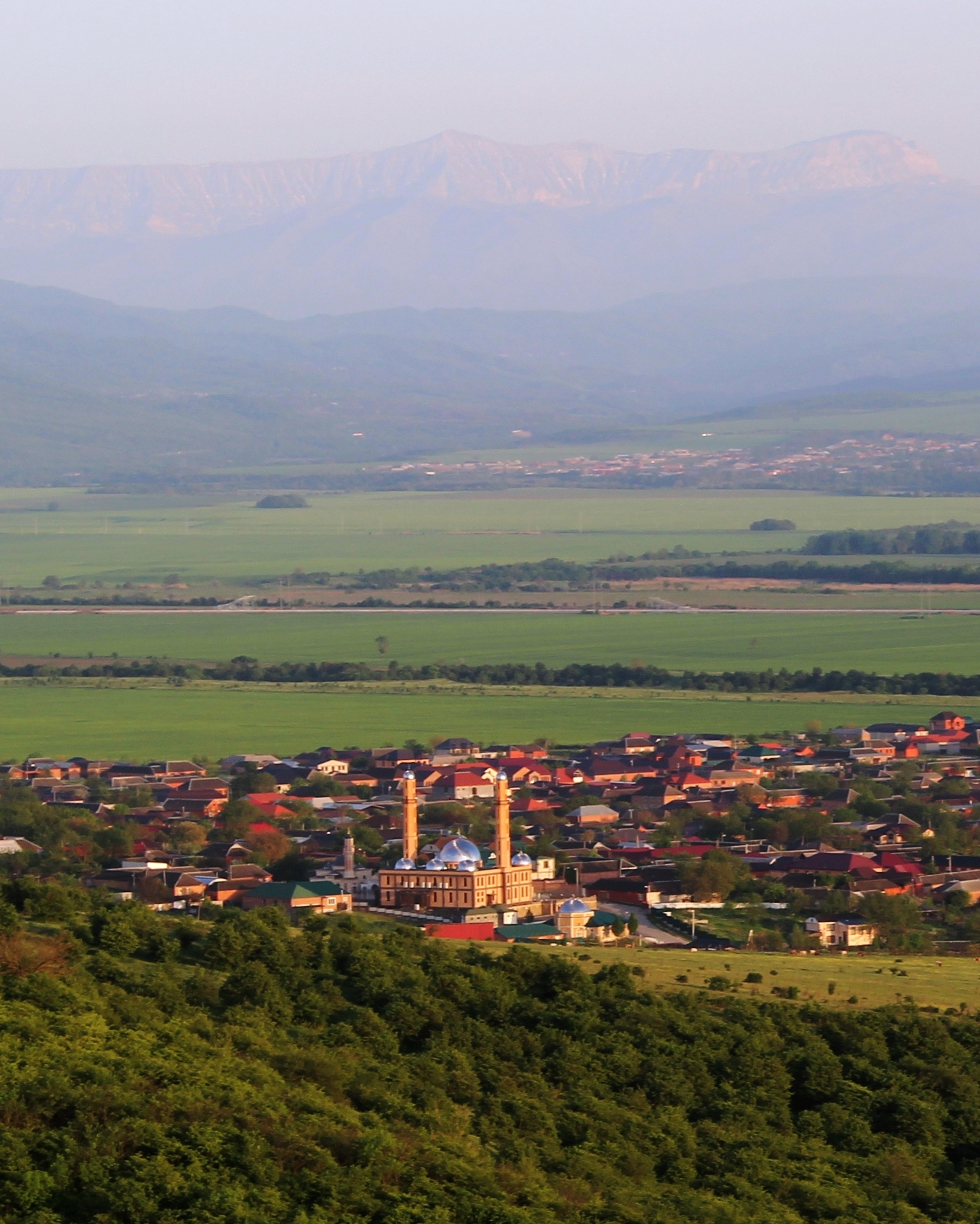
Селение Иласхан-юрт, куда Кунта-Хаджи переехал с родителями и где он вырос

Кунта-Хаджи родился в селении Истису (чечен. Мелча-Хи), по другой версии — в селе Инхо в Гумбетовском районе Дагестана. Позднее вместе с родителями переселился в селение Иласхан-юрт. Отца его звали Киши, мать — Хеди.
Точная дата рождения неизвестна. По мнению Энциклопедии ислама, родился около 1800 года. По мнению Большой российской энциклопедии, родился между 1800 и 1830 годами. По мнению М. Ю. Рощина, родился около 1830 года. В Чеченской Республике празднуются его юбилеи, берущие 11 июля 1812 года как дату рождения.
Большинство источников указывает Кунта-Хаджи как чеченца; некоторые источники называют его кумыком по происхождению.

## Биография
Биография Кунта-Хаджи плохо известна и во многом носит легендарный характер.
Рано получил духовное образование. Обучался у накшбандийского шейха Гези-Хаджи Зандакского. В конце 1850-х годов совершил хадж, в ходе которого посетил мавзолей Абдул-Кадира Гилани в Багдаде. Примерно в это время предположительно присоединился к ордену Кадирия, учение которого проповедовал по возвращении на Кавказ, опираясь в этом на местные чеченские традиции и адат. Также обучался у Ташев-Хаджи Эндирейского.
Религиозно-политическая деятельность Кунта-Хаджи приходится на 1850-е года — самый разгар Кавказской войны. В конце 1850-х годов Кунта-Хаджи был вызвал к столицу имама Шамиля в Ведено. По данным дагестанских источников, Шамиль осудил учение Кунты и вынудил его покинуть Кавказ. По данным других источников, Шамиль не нашёл в его учении ничего предосудительного и даже присоединился к его группе.
Кунта-Хаджи покинул Кавказ и повторно отправился в хадж в Мекку. Он вернулся предположительно в 1861 году. После падения Северо-Кавказского имамата число последователей Кунта-хаджи стало быстро возрастать и в начале 1860-х годов достигло свыше 5000 человек.
3 (15) января 1864 года Кунта-Хаджи был арестован в Шалинском районе Аргунского округа и заключён в тюрьму крепости Грозная, оттуда 6 января он был перевезён в тюрьму во Владикавказ, а позднее — в Новочеркасск, где провёл в заключении более полугода. Из тюрьмы он написал письмо последователям с просьбой отказаться от сопротивления царской власти.
Арест Кунта-Хаджи послужил причиной так называемого «кинжального боя» (в российских документах именовался «Шалинским делом»), когда с требованием освободить его в Шали прибыли около 3000 его последователей. Противостояние между ними, вооруженными кинжалами, и русскими войсками генерала А. Г. Туманова закончилось гибелью 164 последователей, включая нескольких женщин.
Кунта-Хаджи был направлен в ссылку в город Устюжна Новгородской губернии. Умер 19 (31) мая 1867 года там же в Устюжной. По мнению последователей, он не умер; имеются легендарные сообщения о том, что его встречали вплоть до 1970-х годов.

## Учение
Кунта-Хаджи практиковал громкое прославление Аллаха (зикр джахри) через экстатические групповые танцы. Его учение конкурировало с учением суфийского ордена Накшбандия, которое практиковало тихое прославление Аллаха (зикр хафи) и которое стало ассоциироваться с джихадом имама Шамиля.
Считается, что Кунта-Хаджи отвергал джихад и в целом выступал против насилия. В популярной литературе его называют «чеченским Махатмой Ганди». Энциклопедия ислама пишет, что «трудно найти текстовые свидетельства того, что учение Кунта-Хаджи имело выраженный пацифистский характер, за исключением того, что он настаивал на взаимной поддержке и солидарности среди мусульман». Успех учения Кунта-Хаджи среди чеченцев обычно объясняют их усталостью от долгой Кавказской войны с Россией.
Учение Кунта-Хаджи распространилось среди населения Дагестана, Чечни, Ингушетии и Северной Осетии, а также Панкисского ущелья Грузии; в этом регионе в конце XIX—XX веках сложилось несколько вирдов (общин) последователей Кунта-Хаджи. В частности, под влиянием миссионерской деятельности Кунта-Хаджи ислам окончательно утвердился у ингушей

## Работы
В 1910 году в Темир-Хан-Шуре был издан его трактат «Тарджамат макалати» на арабском и кумыкских языках Шихаммат Кади Эрпелинским, кумыкским религиозным просветителем.
В 1998 году в Грозном муллой М. Асхабовым был издан сборник, включавший чеченский перевод этого труда и изречения шейха, записанные его мюридом Абдуссаламом Тутгиреевым и существовавшие в рукописи.

## Семья
Вторая жена Кунта-Хаджи, была Жансари, дочь Таймы, сестра знаменитого Байбулата Таймиева, её могила со склепом «Жансарин Зерат» находится в селе Курчала.
В 2013 году проживавшие в Ираке потомки Кунта-Хаджи Кишиева переехали на постоянное местожительство в Чеченскую Республику.

## Места паломничества
Места паломничества близ села Иласхан-Юрт Курчалоевского района Чечни, связанные с Кунта-Хаджи:
- источник «ГӀиш-шовда», который, согласно преданиям, Кунта-Хаджи собственноручно пробил своим посохом;
- гора «ГӀайракх корта», на которой Кунта-Хаджи молился[20];
- зиярат, построенный его последователями в XX веке и открытый после реконструкции в 2016 году[21];
- священное место «Хьаьжи-МазлагӀ», где Кунта-Хаджи Кишиев пас овец и занимался пчеловодством[22].

Также к числу мест паломничества относится могила его матери Хеди близ селения Гуни Веденского района Чечни.

## Память
В честь Кунта-Хаджи названы
- Российский исламский университет в Грозном,
- село Хажи-Эвла Веденского района Чечни[23],
- мечети:
  - Курчалоевская соборная мечеть, Курчалой, Чечня,
  - шейх Кунта кажы, Астана, Казахстан,
  - строящаяся мечеть, Ахмат-Юрт, Чечня[24],
  - мечеть шейха Кунта-Хаджи Кишиева, Новосибирск[25],
- улицы в Ахматовском районе Грозного, а также в городе Ачхой-Мартан и в сёлах Пригородное, Серноводское и Самашки в Чечне,
- проспект имени шейха Кунта-Хаджи Кишиева в Грозном[26].